# クロイドン発12時30分
『クロイドン発12時30分』（クロイドンはつ12じ30ぷん、原題：The 12.30 from Croydon）は、フリーマン・ウィルス・クロフツの推理長編小説。フレンチ警部（のち警視）シリーズの11番目の長編。リチャード・ハルの『伯母殺人事件』、フランシス・アイルズの『殺意』と並び、「倒叙三大名作」の一つに数えられる。

## 物語
クロイドン発パリ行きの旅客機がボーヴェ空港に着陸したとき、同機に乗っていた富豪のアンドリュー老人はすでに死んでいた。物語は過去に戻り、工場主チャールズ・スウィンバーンの殺人計画が綴られる。

## 内容
- 「クロイドン発12時30分」は列車ではなく旅客機の離陸時刻であり、乗り物を主体とした「アリバイくずし」ものではない。

## 主な登場人物
- アンドリュー - 富豪の老人。物語の被害者。
- チャールズ・スウィンバーン - 本作の主人公。アンドリュー殺害を企む。
- ユナ・ミラー - チャールズが想いを寄せる女性。
- ウィザロー - チャールズの会社と取引のある銀行の支配人。
- サンディ（アレクサンダー）・マクファスン - チャールズの工場長を勤めるスコットランド人。
- ジョーゼフ・フレンチ - 事件を担当する刑事。本作の探偵役。

## 書誌情報
- 『クロイドン発12時30分』初版　1959年 （大久保康雄/中島河太郎）東京創元社　 創元推理文庫106-11
- 『クロイドン発12時30分』新訳　2019年 （霜島義明 訳）東京創元社　 創元推理文庫　ISBN：978-4-488-10634-8